# Riffelsee
El Riffelsee és un llac de muntanya a una altitud de 2.770 metres, al peu de la muntanya Riffelhorn a Zermatt, al cantó de Valais, Suïssa. És a baix de l'estació de Rotenboden a Gornergratbahn. El Riffelsee és conegut pel reflex en les seves aigües de la part est de la paret de la referida muntanya, un dels motius de fotos més cobejada a Suïssa.